# Stein Gran
Stein Gran (ur. 20 października 1958 w Oslo) – norweski piłkarz występujący na pozycji pomocnika.

## Kariera klubowa
Gran karierę rozpoczynał w sezonie 1975 w drugoligowym zespole Lyn. W sezonie 1977 awansował z nim do pierwszej ligi. W kolejnym spadł jednak z powrotem do drugiej. W sezonie 1979 wraz z Lyn ponownie wywalczył awans do pierwszej ligi. W 1982 roku przeszedł do innego pierwszoligowca, Vålerenga Fotball. W sezonach 1983 oraz 1984 zdobył z nią mistrzostwo Norwegii. W 1985 roku wrócił do Lyn, grającego już w trzeciej lidze, a w sezonie 1986 awansował z nim do drugiej. W 1988 roku zakończył karierę.

## Kariera reprezentacyjna
W reprezentacji Norwegii Gran wystąpił jeden raz, 13 listopada 1982 w przegranym 0:1 towarzyskim meczu z Kuwejtem. W 1984 roku znalazł się w kadrze na Letnie Igrzyska Olimpijskie, zakończone przez Norwegię na fazie grupowej.